# Ancylolomia micropalpella
Ancylolomia micropalpella là một loài bướm đêm trong họ Crambidae.